# 키라즈 메브시미
《키라즈 메브시미》(튀르키예어: Kiraz Mevsimi)는 2014년부터 2015년까지 방영된 터키의 텔레비전 드라마이다.